# Mesosa illecideosa
Mesosa illecideosa là một loài bọ cánh cứng trong họ Cerambycidae.